# Roc d'Enfer
La Roc d'Enfer (lit., 'Roca del Infierno')  es una montaña francesa de departamento de Alta Saboya, en el macizo de Chablais, en las comunas de Saint-Jean-d'Aulps y Côte-d'Arbroz,que culmina a 2 243,9 metros. Anteriormente era llamado monte Maudit (lit., 'monte Maldito'). 
Su nombre no es inmerecido, ya que es un lugar relativamente peligroso y cada año hay accidentes, a veces mortales. Esto refleja la geografía del lugar: el ascenso a la Roc d'Enfer es un camino muy pedregoso, la cuesta es empinada y estrecha. Cuando el clima es húmedo, las rocas se vuelven muy resbaladizas, lo cual aumenta el riesgo de trastablillar. Por otra parte, durante una tormenta es un área que atrae a todo el rayo. Por último, el lugar es muy popular con los Vipers. Todo esto explica y justifica su nombre. 
Con una actitud prudente y responsable, la Roc d'Enfer permite hacer algunas observaciones interesantes: aves rapaces, cabras y ovejas, no hasta el punto de vista sobre diversas montañas de los alrededores